# Wandjara
Wandjara est un village du Cameroun situé dans le département de la Bénoué et la région du Nord. Il fait partie de la commune de Bibémi. Il est répertorié dans le Lamidat de Bibémi sous le nom de Wandjara dans le recensement de 2005. Dans le Plan Communal de Développement de Bibémi, il est appelé parfois Wandjara, parfois Wandjara/Nelbi.   
Coordonnées: longitude 13.74° est, latitude 9.62° nord
Altitude: 316 m

## Population
Selon le Plan Communal de Développement de Bibémi daté de Mai 2014, la localité comptait 300 habitants. Le nombre d’habitants était de 71 d’après le recensement de 2005.